# 莫纳什儿童医院
莫纳什儿童医院是澳大利亚墨尔本东南区的一家大型儿童医院。莫纳什儿童医院隶属于维多利亚州最大的医院联网——莫纳什医疗中心。莫纳什医疗中心是澳大利亚仅有的四家获得学术健康科学认证的中心之一。莫纳什儿童医院医院拥有维多利亚州最大的新生儿重症监护病房。
除此之外，莫纳什儿童医院可以为患儿提供全方位的儿科专科服务，包括外科护理、肿瘤学和康复服务。 莫纳什儿童医院还拥有维多利亚州唯一的儿童睡眠专科中心，并且是全州范围内的儿童地中海贫血转诊服务治疗机构。莫纳什儿童医院还与墨尔本皇家妇科医院和墨尔本仁爱妇女医院合作为孕妇提供胎儿手术服务。
由于同属莫纳什健康联网，该儿童医院的医疗服务也与联网内其他医院的成人医疗服务相关联。因此，在儿童医院接受治疗的患病儿童长大后也可以获得转向成人服务时需要的护理过渡。

## 医院概况
在与其他医院共用大楼提供服务多年后，2017年，专门建造的莫纳什儿童医院在维多利亚州克莱顿竣工开业。
莫纳什儿童医院位于莫纳什医疗中心旁边，医院内还设立了莫纳什儿童医院学校，为患儿提供课程。
蒙纳士儿童医院设立的服务包括： 
- 96张急症住院病床
- 10张儿科重症监护病床
- 64张新生儿病床
- 20张儿科心理健康服务床位
- 8张神经发育精神病学病床
- 20张日间病床
- 12张肿瘤科日间病床
- 3 间手术室 – 外加一间内窥镜操作室
- 睡眠和神经诊断研究中心
- 影像科 - 提供三种儿童医学影像服务（MRI、超声波和 X 射线）
- 门诊咨询室和健康治疗诊疗室
- 配套的中央消毒服务部 (CSSD)
- 一间为病人准备的Hoyts电影院